# Rahibai Soma Popere
Rahibai Soma Popere (Kombhalne, circa 1964) is een Indiase boerin en natuurbeschermer.

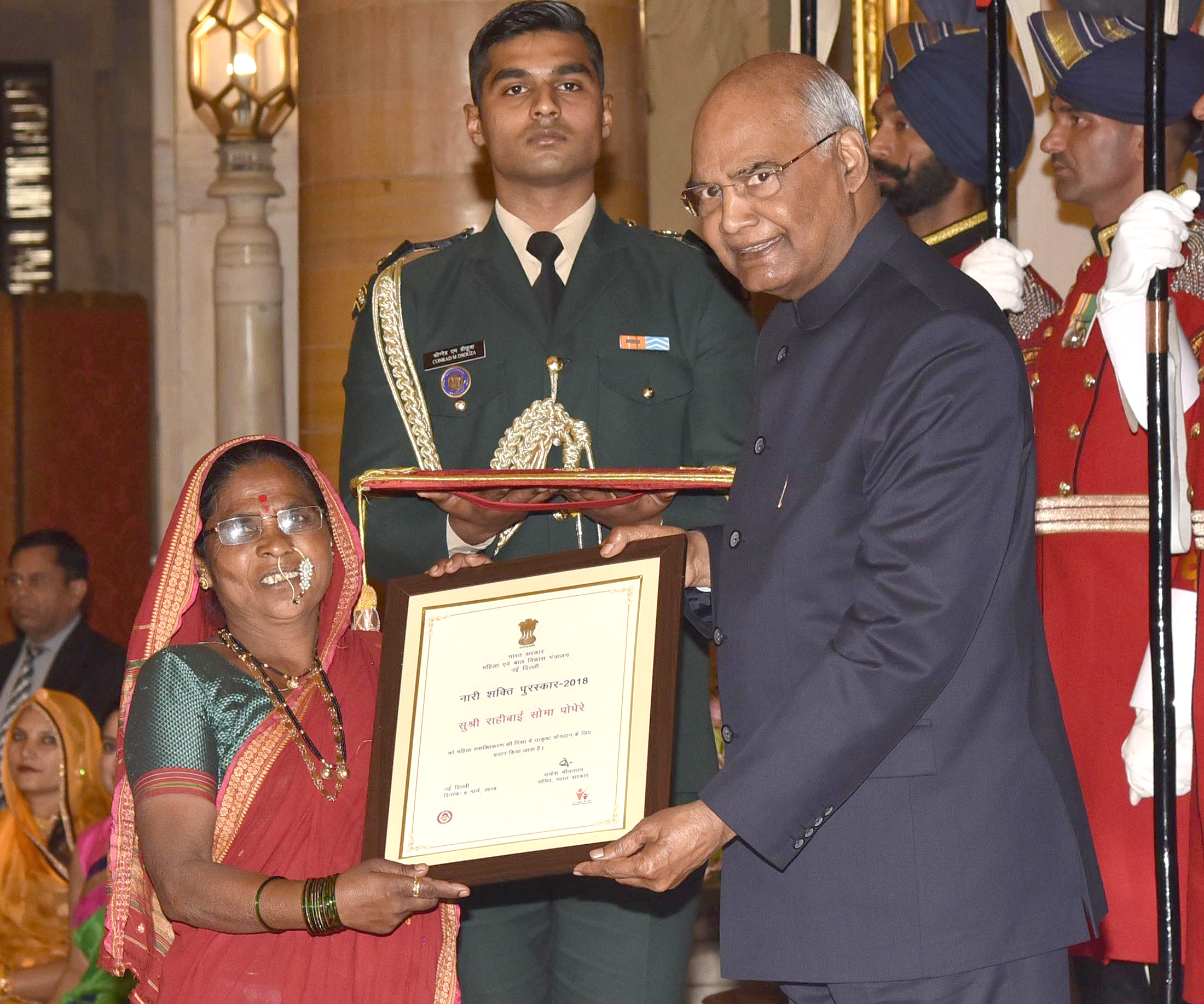
President Ram Nath Kovind overhandigt Popere de Nari Shakti Puraskar (2018).

## Levensloop
Popere komt uit het dorp Kombhalne, gelegen in het district Ahmednagar, in de staat Maharashtra. Popere heeft nooit van een formele opleiding genoten en is analfabeet. Ze heeft haar hele leven lang in de landbouw gewerkt, waardoor ze veel kennis over de diversiteit in gewassen heeft verkregen. Haar werk richt zich vooral op agrarische biodiversiteit onder leiding van vrouwen en het behoudt van ongeveer 20 hectare landbouwgrond, waar 17 inheemse plantensoorten groeien. Verder moedigt ze de Indiase boeren aan om inheemse zaden te conserveren en hybride variëteiten te vermijden.

## Onderscheidingen
- BBC 100 Women, 2018[3]
- The Best Seed Saver award
- BAIF Development Research Foundation
- Nari Shakti Puraskar, 2018[4]
- Padma Shri, 2020[5]